# Lerwa lerwa
La perdiz Lerwa (Lerwa lerwa) es una especie de ave galliforme de la familia Phasianidae que habita en los Himalayas de la India, Pakistán, China y Nepal. No se conocen subespecies.